# San Isidro (Leyte)
San Isidro ist eine philippinische Stadtgemeinde in der Provinz Leyte. Sie hat 31.641 Einwohner (Zensus 1. August 2015).

## Baranggays
San Isidro ist administrativ in 19 Baranggays unterteilt.
| - Banat-e - Basud - Bawod (Pob.) - Biasong - Bunacan - Cabungaan - Capiñahan (Pob.) - Crossing (Pob.) - Daja-daku - Daja-diot | - Hacienda Maria - Linao - Matungao - Paril - San Jose - Taglawigan - Tinago - Busay - San Miguel |